# Barragem do Arroio Duro
A Barragem do Arroio Duro é uma barragem brasileira, localizada no município de Camaquã, no Rio Grande do Sul. Além de ser um importante ponto turístico, constitui também um importante marco para a economia da região, com 170 milhões de metros cúbicos de água acumulada para irrigar a área de 50 mil hectares de terras muito férteis, e onde o índice de produtividade média é considerado excepcional.
A Barragem do Arroio Duro foi inaugurada em fevereiro de 1967 pelo extinto Departamento Nacional de Obras e Saneamento (DNOS), e tem como objetivo regularizar a vazão do arroio, drenar o Banhado do Colégio e áreas adjacentes, eliminando todos os pequenos açudes, e integrar essas áreas ao processo produtivo. As águas para a irrigação são armazenadas durante o inverno e distribuídas no período da safra. A partir de 1992, com a extinção do DNOS, é administrada pela Associação dos Usuários do Perímetro de Irrigação do Arroio Duro (AUD).

## Dados técnicos
Dados de fevereiro de 2008:
- Capacidade do reservatório – 170 milhões de metros cúbicos
- Altura máxima – 20 metros
- Comprimento do maciço – 1.450 metros
- Bacia de captação – 290 quilômetros quadrados
- Diâmetro do túnel adutor – 1,80 metro
- Comprimento do túnel adutor – 140 metros
- Descarga máxima – 28m³/seg
- Vazão máxima do vertedor – 370 m³/seg